# 王际真
王际真 (英語：Chi-chen Wang, 1899年—2001年)是一位美籍华人学者和翻译家。

## 生平
1899年出生在山东桓台县，父亲王寀廷（1877—1952），字贡忱，是光绪癸卯科进士。考取清华学校留美预备名额前往美国，1922年在威斯康辛大学麦迪逊分校攻读经济学，1924年继续在哥伦比亚大学学习，毕业之后开始进行《红楼梦》翻译。